# Planet Music International
Planet Music,  Planeta Music o Planet Music International es una Compañía discográfica Multinacional fundada en Kingston Jamaica por el empresario Robert Grift en el año de 1974. Actualmente sus cedes operan en Colombia, Estados Unidos, España, Jamaica, Ecuador, Perú, Italia, Aruba, Holanda, Argentina y movimientos representativos en Panamá. Aunque ha representado artistas de diferentes géneros los que mayor destacan son el vallenato, Bachata, salsa Música Popular Colombiana y reggaeton, Reggae.

## Historia
El 22 de enero de 2001 Fue cedida en su totalidad, su principal y todas las filiales a nivel mundial al empresario colombiano Samuel Luna, su esposa Ana Baquero y sus hijos Camila Luna Baquero, Juan Diego Luna Baquero y Andres Felipe Luna Baquero, quienes pasan a ser propietarios lejitimos de Planet Music,  Planeta Music o Planet Music International  y por otra parte Robert Grift quien cedió por completo todos sus derechos a las personas anteriormente estipuladas, que desde entonces quedaran a cargo de esta firma con sede principal de  operación en Colombia.
En la actualidad la música de todos los tiempos, Pop, Rock, Hip hop, Reguetón, Vallenato, Salsa, Cristiana, Merengue, Champeta, Soca, Reggae, Bachata, Balada, Popular, Ranchera, Tropi pop, Norteño, Llanera, Romántica, Jazz, Folclórica, entre otros géneros que forman parte de su catálogo artístico.

## Artistas
Farid Ortiz
- Kike Rosario[2]
- Los genios del Vallenato
- Los hispanos de Colombia
- Y otros artistas